# Ríos Cuzna y Gato
Ríos Cuzna y Gato este o arie protejată (arie specială de conservare — SAC, sit de importanță comunitară — SCI) din Spania întinsă pe o suprafață de 205,2 ha, integral pe uscat.

## Localizare
Centrul sitului Ríos Cuzna y Gato este situat la coordonatele 38°08′54″N 4°45′19″W / 38.1484°N 4.7553°V.

## Înființare
Situl Ríos Cuzna y Gato a fost declarat sit de importanță comunitară în aprilie 1999 pentru a proteja 9 specii de animale. Situl a fost protejat și ca arie specială de conservare în martie 2015.

## Biodiversitate
Situată în ecoregiunea mediteraneană, aria protejată conține 10 habitate naturale: Tufărișuri termo-mediteraneene și de pre-deșert, Pseudostepă cu ierburi și specii anuale de Thero-Brachypodietea, Galerii și tufărișuri riverane sudice (Nerio-Tamaricetea și Securinegion tinctoriae), Păduri de Quercus ilex și Quercus rotundifolia, Cursuri de apă de la nivel de câmpie la nivel montan, cu vegetație Ranunculion fluitantis și Callitricho-Batrachion, Pajiști umede mediteraneene cu ierburi înalte de Molinio-Holoschoenion, Fânețe de joasă altitudine (Alopecurus pratensis, Sanguisorba officinalis), Păduri aluvionare cu Alnus glutinosa și Fraxinus excelsior (Alno-Padion, Alnion incanae, Salicion albae), Păduri termofile cu Fraxinus angustifolia, Dehesas cu Quercus spp. perene.
La baza desemnării sitului se află mai multe specii protejate:
- păsări (1): pescăruș albastru (Alcedo atthis)
- mamifere (2): vidră de râu (Lutra lutra), râs iberic (Lynx pardinus)
- nevertebrate (1): fluturele auriu (Euphydryas aurinia)
- pești (4): Cobitis paludica, Iberochondrostoma lemmingii, Pseudochondrostoma willkommii, Squalius alburnoides
- reptile (1): Mauremys leprosa

Pe lângă speciile protejate, pe teritoriul sitului au mai fost identificate 1 specie de mamifere, 2 specii de pești.